# Dialecto andaluz

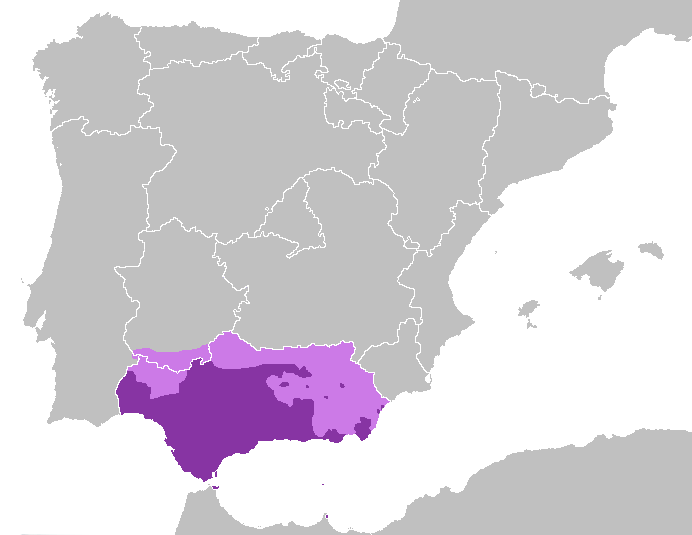
Extensión convencional del dialecto andaluz

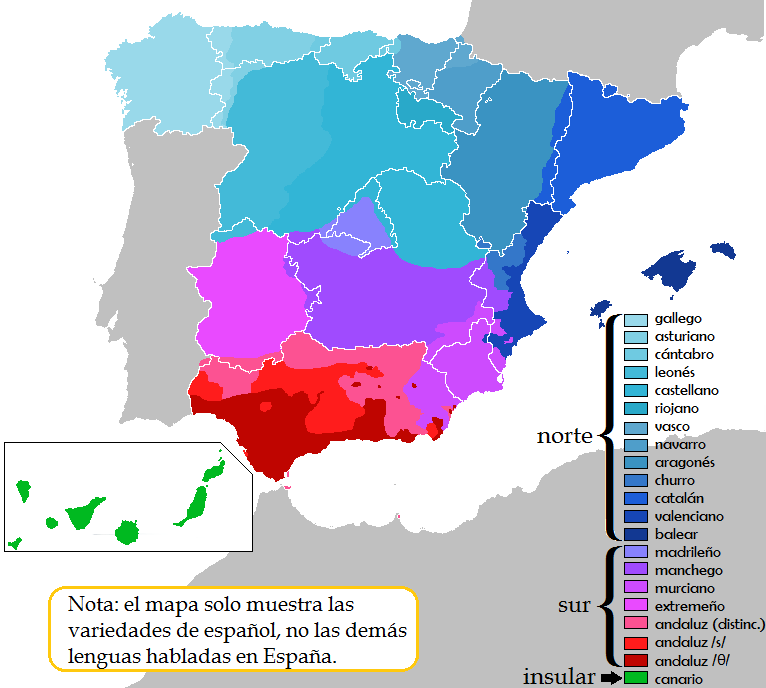
En el sur, área de uso del dialecto andaluz en sus variedades seseantes, ceceantes y distinguidoras

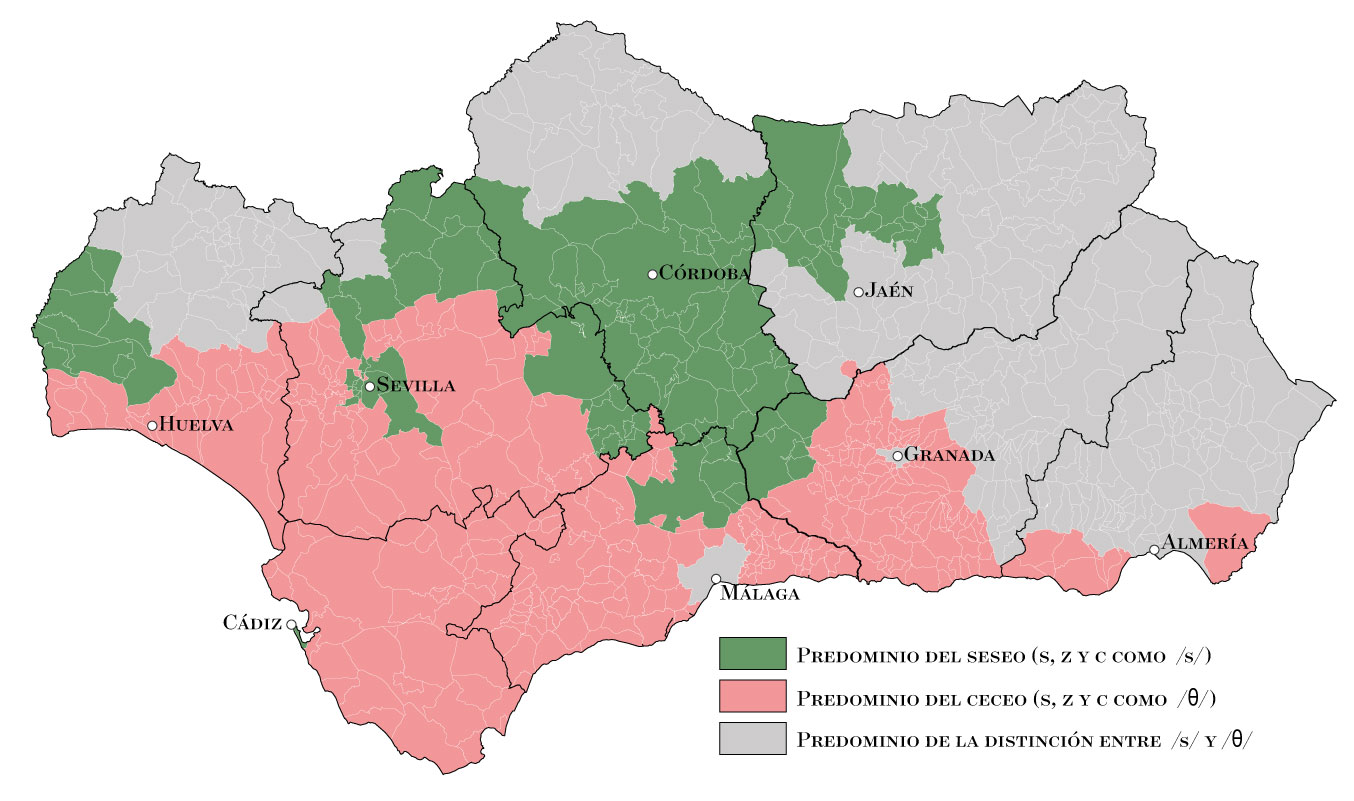
Mapa de distribución de seseo y ceceo en Andalucía. Nótese que la ciudad de Cádiz es un área seseante.

El andaluz comprende algunas variedades lingüísticas del español hablado principalmente en el sur de España: en la comunidad autónoma de Andalucía y en las ciudades autónomas de Ceuta y Melilla. Asimismo, también se habla en Gibraltar, territorio británico de ultramar situado en la Bahía de Algeciras, así como en aquellas zonas en que se hayan formado comunidades de emigrantes andaluces. Existe un dialecto portugués con algunos rasgos andaluces en Barrancos (Portugal), en el límite con la provincia de Huelva.
En algunas zonas se cecea (s, z & c como /θ/) (ej. Cádiz, parte de la Provincia de Sevilla, Huelva, Málaga y Granada, y pequeñas zonas de Almería. Por otro lado en la mayoría de Córdoba, algunas comarcas de Jaén, las zonas más externas de Sevilla y su capital, zonas de Huelva y en algunos pueblos del norte de Granada, se sesea (s, z & c como /s/).
La distinción entre /s/, /z/ y /c/ está más generalizada en las provincias de Málaga (sobre todo en la capital y en la costa), Granada, Almería, norte de Córdoba y el norte de Huelva. Durante los últimos años, cada vez se hace más uso de la distinción, que está más extendida sobre todo en la población joven. 
Desde un punto de vista diacrónico, el andaluz comparte muchas características lingüísticas con las variedades del castellano habladas en zonas de Extremadura, Castilla-La Mancha (salvo el noreste) y la Región de Murcia. Existen numerosos registros del dialecto andaluz en el Atlas lingüístico y etnográfico de Andalucía. 
Algunos expertos han denominado al andaluz «dialecto consecutivo o variedad lingüística histórica de la lengua española».

## Aspectos históricos, sociales y culturales

### Noticias históricas
Existen noticias literarias históricas que apuntan desde antiguo la existencia en Andalucía de un modo particular de hablar el castellano, especialmente a nivel léxico y fonológico. En este sentido Francisco Delicado en La lozana andaluza publicada en Venecia en 1528 dice:

... si quisieren reprehender que por qué no van muchas palabras en perfecta lengua castellana, digo que, siendo andaluz y no letrado y escribiendo para darme solacio y pasar mi fortuna que en este tiempo el Señor me había dado, conformaba mi hablar al sonido de mis orejas, que es la lengua materna y su común hablar entre mujeres.

Juan de Valdés en su Diálogo de la lengua escrita hacia 1535 critica a Antonio de Lebrija diciendo:

¿Vos no veis que aunque Lebrixa era muy docto en la lengua latina (que esto nadie se lo puede quitar), al fin no se le puede negar que era andaluz y no castellano y que scrivió aquel su Vocabulario con tan poco cuidado que parece averlo escrito por burla? y añade [...] en la declaración que haze de los vocablos castellanos en los latinos se engaña tantas vezes que sois forçado a creer una de dos cosas: o que no entendía la verdadera significación del latín (y esta es la que yo menos creo) o que no alcançaba la del castellano, y ésta podrá ser, porque él era de Andaluzía, donde la lengua no stá muy pura.

Asimismo Cervantes en el capítulo II de El Quijote, publicado en 1605, dice:

... no había en toda la venta sino unas raciones de un pescado que en Castilla llaman abadejo, y en Andalucía bacalao, y en otras partes
curadillo, y en otras truchuela.

En 1611 el andaluz ya se recoge como dialecto en el Tesoro de la lengua castellana o española de Sebastián de Covarrubias que dice:

Dialecto, lo que es particular en cada lengua, y propio suyo, por donde distinguimos el Castellano viejo, y nuevo, el Andaluz y los demás, que aunque hablan un mesmo lenguage Castellano, tiene alguna manera de pronunciación, y formación de vocablos, en que nos distinguimos unos de otros, como entre los Griegos, los Átticos, Iónicos, Dóricos y Aeólicos [...]

En El Buscón de Quevedo de 1626 se hacen unas observaciones acerca de la pronunciación de la /h/ en Sevilla:

Ea, quite la capa buzè, y parezca hombre, que verà esta noche todos los buenos hijos de Sevilla, y porque no le tengan por maricon, abaxe esse cuello, y agovie de espaldas [...] y haga buzè de la g, h, y de la h, g, diga conmigo: Gerida, mogino, gumo, paheria, mohar, habali, y harro de vino.

Prosper Merimée en su novela Carmen (1845) da noticias de la característica pronunciación andaluza de la /s/:

Una vez encendido el cigarro, escogí el mejor de los que me quedaban y le pregunté si fumaba. —Sí, señor —respondió. Eran las primeras palabras que articulaba y me di cuenta de que no pronunciaba la s al modo andaluz, de donde saqué en conclusión que era un viajero como yo [...]. Añade el autor en una nota las siguientes palabras: Los andaluces aspiran la s y la confunden en la pronunciación con la c suave y con la z, que los españoles pronuncian como la th inglesa. Con la sola palabra Señor se puede reconocer a un andaluz.

### Consideración lingüística y contexto lingüístico
Desde el punto de vista lingüístico, dados sus rasgos fonéticos, léxicos y morfológicos que lo diferencian del resto de hablas peninsulares, las hablas de Andalucía presentan tendencias comunes como el yeísmo y la aspiración de /-s/ (rasgos existentes también en el sur de Castilla-La Mancha, Madrid, Murcia y Extremadura).

### El andaluz como dialecto dentro del español

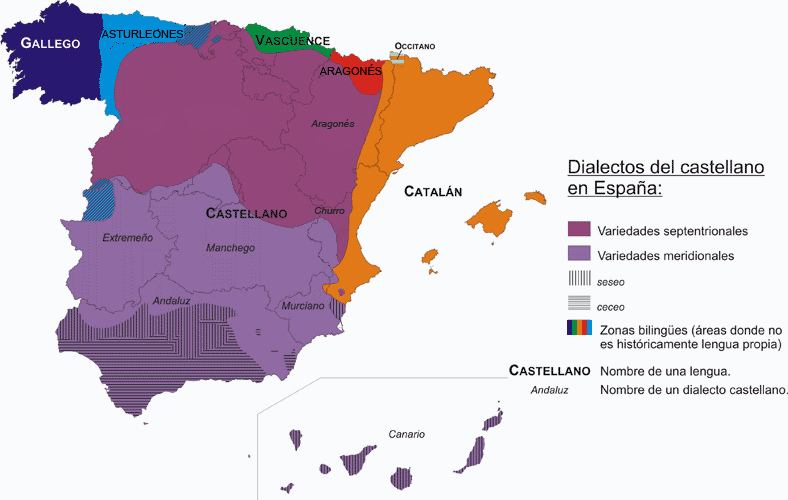
Dialectos del español en España (y otras lenguas peninsulares).

Desde un punto de vista diacrónico, el andaluz presenta rasgos claramente distintivos respecto al dialecto castellano septentrional. En el primer caso, se defiende que el andaluz es un dialecto que proviene del castellano histórico, entendido como la variedad lingüística primigenia con más peso específico en la formación del idioma español. En el segundo caso, se define al andaluz como una variedad lingüística proveniente de la lengua española propiamente dicha, entendida ésta como el sistema lingüístico normativo y culto que, basado en el castellano primigenio, fue conformándose intelectualmente a lo largo de la historia mediante la síntesis de elementos provenientes de las variedades dialectales de la península ibérica, el aporte de elementos de otras lenguas españolas y el influjo de diversas lenguas extranjeras.
Desde el punto de vista sincrónico, el andaluz se diferencia significativamente de la lengua española académica o normativa. Desde esta misma perspectiva, existen diferencias entre el andaluz y los otros dialectos del español que existen en España, que son más o menos significativas  dependiendo de los casos.

### La proyección del andaluz en Canarias y América

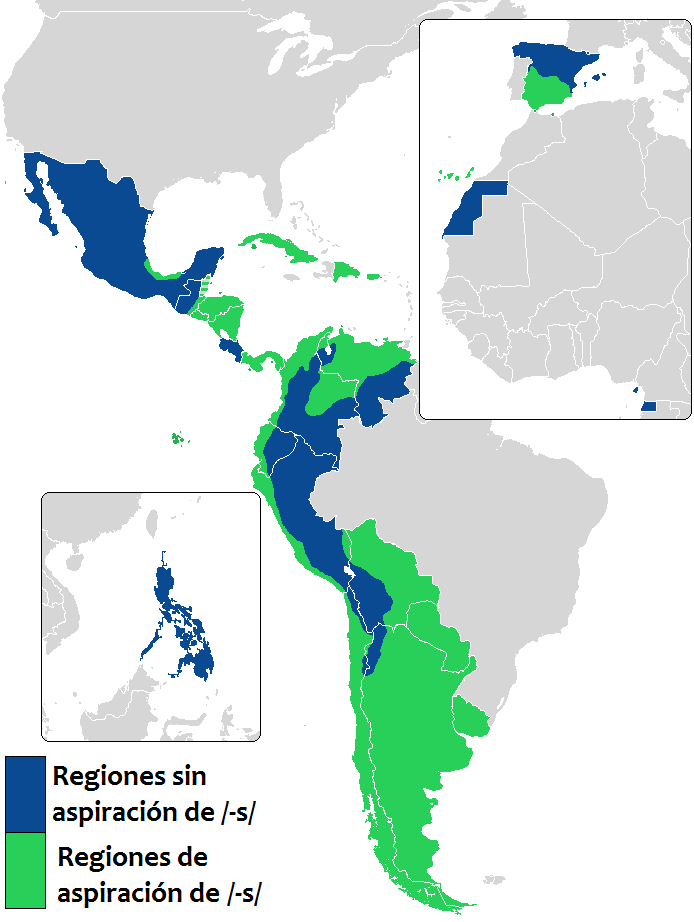
Áreas del dominio del español que presentaban aspiración de /-s/ postvocálica hacia la mitad del.

La relación del dialecto andaluz con los dialectos del español existentes fuera de la península ibérica, es mucho mayor que la que estos tienen con las variantes dialectales de la mitad norte de España. El dialecto canario, el español chileno, el rioplatense y los dialectos del español caribeño, entre otros, tienen en común con el andaluz algunos rasgos muy característicos, como el yeísmo y la aspiración de /-s/ postvocálica.

## Variedades
El andaluz es una variedad del español que nunca ha sido unificado ni normalizado oficialmente. Por ello, sus rasgos característicos se presentan de distinta manera a lo largo del territorio de Andalucía, lo que a su vez dificulta la tarea de reglarlo. Esta diversidad interna hace que algunos prefieran referirse a la realidad lingüística de la región usando el término "las hablas andaluzas".

### Consideración social

#### El «mal hablar» de los andaluces
Motivos históricos, sociales y políticos han llevado a creer a muchos españoles, entre ellos muchos andaluces, que el andaluz no es un dialecto sino una tosca y aleatoria deformación de la lengua española. Es común, por ejemplo, usar el andaluz en diálogos humorísticos de ciertos personajes varios buscando un efecto cómico. De esta manera, ha existido tradicionalmente una visión negativa del dialecto andaluz por parte de los hablantes de otras variedades lingüísticas de España. De hecho, existen referencias que desprecian, rechazan o condenan al andaluz desde principios del siglo XVI. Desde el siglo XIX la concepción negativa del andaluz se ha apoyado en dos creencias erróneas:
- La primera, que el andaluz es una «deformación vulgar» del español «correcto», lo cual es una idea extralingüística.
- La segunda, que el andaluz es producto de la ignorancia y del atraso cultural de los andaluces, lo que obviaba dos hechos fundamentales. La antigüedad de los rasgos dialectales andaluces es muy anterior a la crisis socioeconómica andaluza, y el hecho de que el andaluz no solo se caracteriza por sus rasgos fonéticos, sino también por un abundante léxico propio y por rasgos morfosintácticos y semánticos peculiares.

Estas ideas parecen ligadas al hecho de que muchos hablantes de variedades septentrionales entraron en contacto con el dialecto andaluz por medio de inmigrantes y obreros con poco prestigio social movidos a áreas industriales del norte. El bajo prestigio adjudicado a esas personas y la marginación de que fueron objeto se extendió a las variedades lingüísticas habladas por ellos. Ese desprestigio y discriminación ha sido objeto de diversas declaraciones políticas polémicas.
A esta idea negativa del andaluz en la conciencia colectiva de los hablantes españoles de otras variedades, se sumaba la existencia de un influyente grupo de andaluces que a lo largo de la historia han rechazado el andaluz,[cita requerida] intentando adaptarse voluntariamente a la prestigiosa variedad escolar basada en el lenguaje escrito. También ha ocurrido lo contrario: junto con declaraciones tópicas sobre el mal hablar andaluz ha habido declaraciones igualmente tópica sobre la facundia, el buen hablar y la verbosidad convincente de los andaluces. No ha sido de ayuda que la educación, el prestigio social y la cultura académica cayeron en los siglos XIX y a inicios del XX en relación con el resto de España y se ligó Andalucía a analfabetismo, ligándose las hablas andaluzas a lo popular e iletrado. No puede decirse que en Andalucía se haya producido diglosia, puesto que no se ha dado el escalón entre oralidad andaluza y escritura estándar; ha habido constantemente formas orales más prestigiosas dentro de lo andaluz y entre andaluces y formas orales menos prestigiosas y más vulgares.

#### Visiones negativas sobre el andaluz
Las circunstancias descritas en el apartado anterior, han desarrollado un fuerte complejo de inferioridad lingüístico entre muchos andaluces, que nunca han tenido en su dialecto un modelo lingüístico de prestigio.
En la actualidad, aunque se ha producido una leve liberación de complejos y prejuicios seculares (más teórica que práctica), se sigue teniendo una percepción negativa del dialecto andaluz por parte de los propios andaluces y por gran número de españoles no andaluces. Esta percepción negativa se explica por una relación de fuerzas entre grupos, donde la relación deviene dominación simbólica de un grupo sobre otro, en términos de Pierre Bourdieu. 
Asimismo, la escasa presencia que hubo en otro tiempo del dialecto andaluz en los medios de comunicación es muy reveladora. En la Radio y Televisión de Andalucía, los locutores suelen hablar la variedad estándar con pronunciación del centro y norte de España, a lo sumo, un español con cierto acento "andaluz", limitado a la aspiración de la /-s/, el seseo y a otros fenómenos fonéticos más o menos aceptados. El libro de estilo de Canal Sur TV, que considera «vulgares» la mayoría de los rasgos dialectales andaluces, es un testimonio del papel que se daba al dialecto andaluz en los medios de comunicación. Actualmente, esta situación está cambiando y basta escuchar a locutores como Antonio Cattoni, Fran López de Paz o Charo Padilla, profesionales de Canal Sur, para escuchar su variedad fonética meridional.

### Consideración institucional

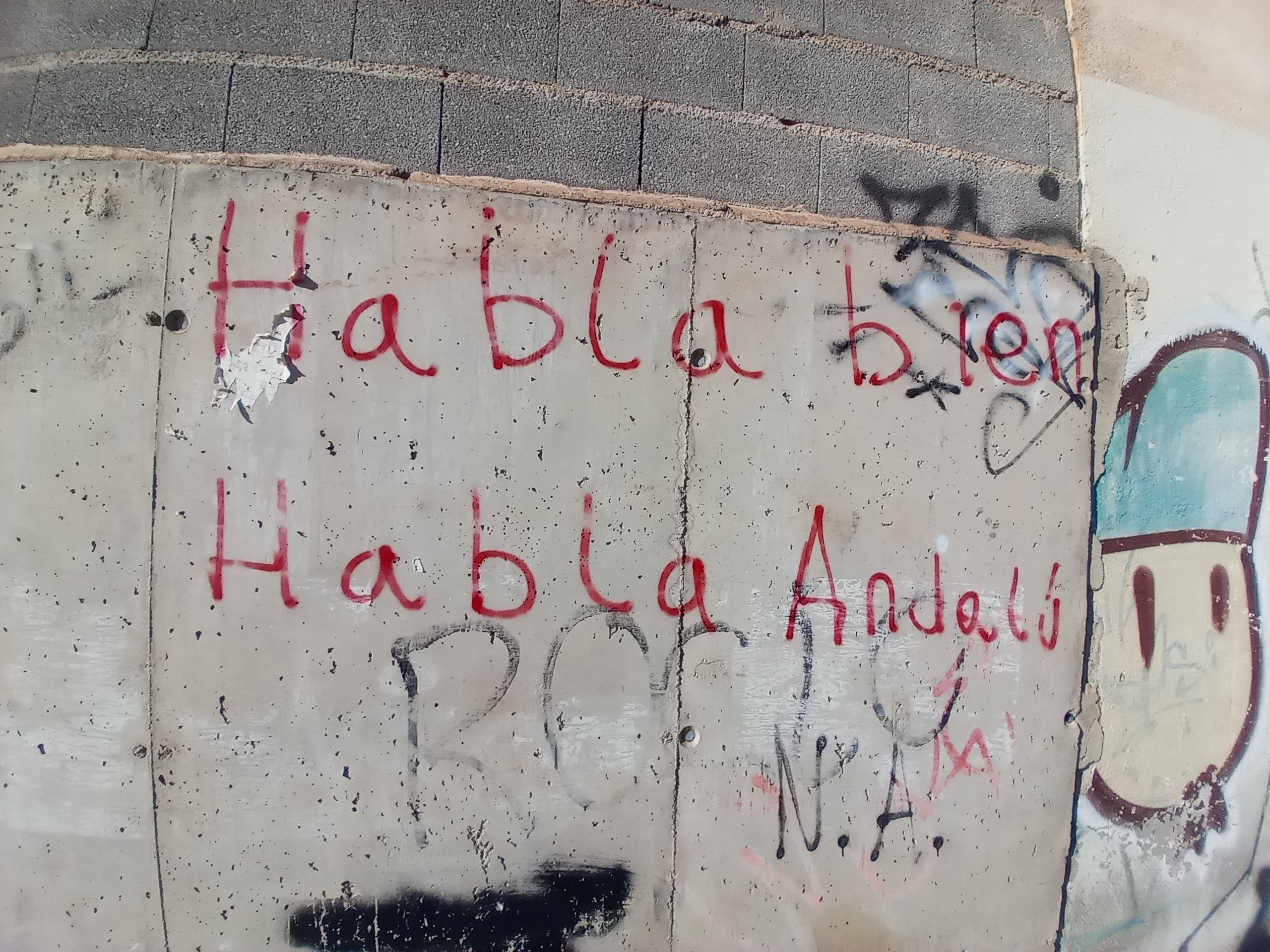
Grafiti fomentando el habla en andaluz

Desde el punto de vista legal e institucional, la variedad del español andaluz es definido como "Modalidad lingüística andaluza", en los términos que se expresa en el apartado anterior, por el
Estatuto de Autonomía de Andalucía de 2007 y por la Consejería de Educación y Ciencia de la Junta de Andalucía, desde la Junta de Andalucía se fomenta la creación de materiales educativos al respecto: libros didácticos o espacios televisivos o radiofónicos que lo divulgan, como el que en la temporada 2020/2021 ha desarrollado la catedrática Lola Pons Rodríguez en Canal Sur Radio en el programa de Domi del Postigo.
En los centros educativos, los libros de texto y el profesorado estimulan el conocimiento del andaluz y la reflexión sobre sus rasgos peor o mejor valorados.

## Descripción lingüística

### Fonética y fonología
El español de Andalucía se caracteriza sobre todo por el uso de alófonos y pronunciaciones peculiares de muchos fonemas que tienen articulaciones ligeramente diferentes en los dialectos septentrionales de España. Es decir, las diferencias son ante todo fonéticas, y más secundariamente fonológicas, morfológicas o sintácticas. Son precisamente estos rasgos fonéticos peculiares lo más definitorio y el aspecto tradicionalmente mejor del español de Andalucía. También existe un cierto número de formas léxicas características de Andalucía (a veces compartidas con los dialectos americanos).
Muy pocas de las características fonéticas que se dan en Andalucía son propias de toda la región, estando la mayoría de ellas restringidas a determinadas áreas siendo su distribución geolectal y sociolectal diferente, y que en muchos casos se dan también en otros vernaculares del castellano de la península ibérica no tan estudiados como los de Andalucía.
En cuanto al sistema fonológico propiamente dicho, todas las variantes de Andalucía tienen 17 fonemas consonánticos /B D f G h k l m n ɲ p ɾ r s t j/. Algunas áreas se conservan restos de la antigua /h/, procedente de /f/ latina, y ahí se pronuncia:
| pronunciación andaluza | pronunciación septentrional |
| ---------------------- | --------------------------- |
| [ha'ɾina]              | [a'ɾina]                    |
| ['hjero]               | ['ʝero]                     |
| ['hwimɔ(h)]            | ['fwimos]                   |

En cuanto a las vocales existen cambios más notorios. Así en Andalucía Oriental, como en Murcia, hay un vocalismo con ocho vocales:
|             | Anterior | Central | Posterior |
| ----------- | -------- | ------- | --------- |
| Cerrada     | i        |         | u         |
| Semicerrada | e        |         | o         |
| Semiabierta | ɛ        |         | ɔ         |
| Abierta     | æ        | a       |           |

#### Características fonéticas generales
El andaluz, junto con otras variedades peninsulares meridionales, se caracteriza por ser más innovador en su pronunciación que los dialectos septentrionales. Más concretamente, en términos articulatorios el andaluz muestra una mayor tendencia al debilitamiento articulatorio o la reducción de ciertas consonantes, por lo que se aleja en mayor medida de la pronunciación sugerida por la ortografía estándar que otros dialectos. Algunas características generales muy comunes que caracterizan a las variedades meridionales son:
1. Ausencia de contraste entre /s/ y /θ/, por lo que casa y caza tienen la misma pronunciación (que difiere entre las variantes con ceceo a las variantes con seseo).
2. Existencia de aspiración /h/ o pérdida de /s/ (especialmente en interior de palabra en posición implosiva).
3. Lenición de /x/ en [h], por ejemplo mujer se pronuncia [muˈhɛ].
4. Velarización de /n/ final en [ŋ] (con posible nasalización de vocales) así la palabra pan se pronuncia como [paŋ] o [pãŋ].
5. Neutralización o falta de contraste entre /l/ y /ɾ/ ante consonante (ejemplo: e[ɾ] niño), en posición final absoluta la neutralización se puede dar por pérdida total del sonido cantar [kan̪'ta] o en la zona oriental [kan̪tæ] y hospital [opːi'ta] o en la zona oriental [ɔhpitæ]
6. Síncopa de /d/ intervocálica, como en comido [ko'mi.o], cadena [ka'ena] o callada [ka'ʝ̞a].
7. Debilitamiento de /tʃ/ en [ ʃ ] en la parte más meridional de Andalucía (ejemplo: muchacho [mu'ʃaʃo] ).

Con el paso de los años, la escolarización y la mayor presencia de medios de comunicación que usan el español normativo, muchas de las anteriores características tienden a tener una distribución diglósica y muchas de ellas ya son infrecuentes en el habla formal, donde se presentan con mayor frecuencia rasgos típicos del castellano estándar. [cita requerida]

#### Igualación de /l/ y /ɾ/ implosivas
En muchas áreas de Andalucía es frecuente la sustitución de /l/ por /ɾ/ especialmente en posición interna de palabra. Sin embargo, este fenómeno no es universal en toda Andalucía y depende de una serie de factores no excluyentes, tales como la clase y el ámbito social. En ciertos casos, este fenómeno se debe a una confusión del hablante, en otros casos es claramente intencional.
| Español escrito: Ese señor alto que está de espaldas tiene mucha maldad'. Andaluz: Eçe çeñôh arto q'êttá d'êppardâ tie muxa mardâh. [ese seˈɲo ˈaɾto keˈta ð̞ehˈpaɾð̞a ˈtjẽ muʃa maɾˈð̞á] (Occidental) [eθe θeˈɲɔh ˈaɾto kɛˑʔˈtʰa ð̞ɛʔˈpʰaɾð̞æh ˈtjé mutʃa maɾˈð̞á] (Oriental)                    |
| Español escrito: El alcalde comió algunos dulces de almendras en el almuerzo. Andaluz: L'arcarde comió argunô durçê d'armendra nel armuerço. laɾˈkaɾð̞e koˈmjó aɾguno ð̞uɾse (d)armendra ene larmwerso (Occidental) lalˈkalð̞e koˈmjó aɾˈgunɔh ˈð̞uɾθɛh (ð̞)alˈmendɾa eŋ.el aɾˈmweɾθo (Oriental) |

El cambio inverso, /ɾ/ sucedida de consonante por /l/, es bastante menos común. En estos casos, el fonema /l/ sufre una geminación: 
| Español escrito: Eres un merluzo (=tonto) como no hay dos. Andaluz: Erê un mêl-luzo como n'ay dôh. [eɾɛh:ũŋ mel·luθo komo naj ð̞ɔh] (Dialecto Oriental) |

| Por mâh que m'êttiré, no yegé a arcançâl-lo (Por más que me estiré, no llegué a alcanzarlo) |

| Dal-le ar grifo (Darle al grifo) |

Véase su distribución geográfica

#### Ausencia de distinción entre /s/ y /θ/ iniciales o intervocálicos
Tendencia que se soluciona mediante ceceo, seseo y heheo. Algunas propuestas ortográficas para el andaluz como la propuesta EPA sugieran la utilización del grafema "ç" para indicar el fenómeno de neutralización producido entre estos tres fonemas.

| Ejemplo: Lâ coçâ deben deçirçe con çençiyêh (Las cosas deben decirse con sencillez) Læ ˈkɔs̪̺æ ˈð̞eβ̞ ẽn deˈθirse con senθiˈʝeh (Oriental) |

| Solución ceceante: Lâ cozâ deben dezirze con zenziyêh (ídem. anterior) |

| Solución seseante: Lâ cosâ deben desirse con sensiyêh (ídem. anterior) |

Véase su distribución geográfica 

#### Yeísmo

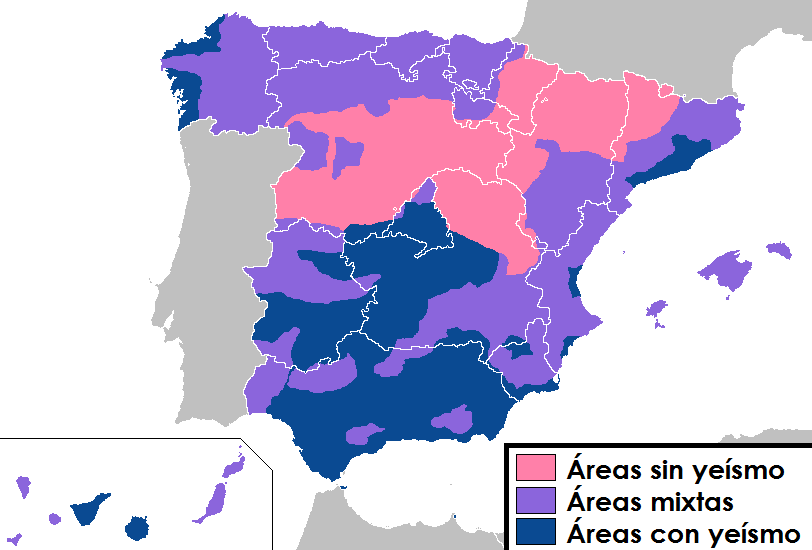
Yeísmo en España.

Yeísmo o pronunciación de /ʎ/ (<ll>) como /y/ (<y>).
| Quien no a bîtto Çebiya no a bîtto marabiya = (Quien no ha visto Sevilla no ha visto maravilla)                                                                                    |
| La xiquiya qu'êttá çentá en aqueya çiya, lo mîmmo canta por alegríâ que por çolearê (La chiquilla que está sentada en aquella silla, lo mismo canta por alegrías que por soleares) |

#### Pérdida de la /ð/ intervocálica
Existe una tendencia generalizada a la pérdida de la [ð] intervocálica, la pérdida de [d] final y puntualmente se da el caso de pérdida de /d/ inicial.
| La pêccaera êh mu menúa (La pescadera es muy pequeña) |

| Mi mare çe queha de que n'ago ná (Mi madre se queja de que no hago nada) |

| Me quearé'n la caye toa la madrugá (Me quedaré en la calle toda la madrugada) |

Véase su  distribución geográfica

#### Pérdida de las consonantes finales /r/, /l/ y /d/
| La recomberçión induttriâh nô ba ponêh contra la parêh (La reconversión industrial nos va a poner contra la pared) |

Véase su distribución geográfica

#### Pérdida de la /n/ implosiva ante /x/  (No ocurre en la zona oriental)
Se suprime la /n/ implosiva ante la /x/ (jota ortográfica) aspirada o ante la 'g' que suena como jota.
| ¡Qué malahe tié la niña Behumea (¡Qué mal ángel tiene la niña de Benjumea!) |

| Antié fui a la plaça a comprâh narahâ y a la loha a comprâh pêccao. (Anteayer fui a la plaza a comprar naranjas y a la lonja a comprar pescado)* |

*Obsérvese como la pérdida de la ene produce una nasalización de la vocal anterior.

#### Pérdida ocasional de la "r" simple
La desaparición de la /ɾ/ intervocálica no es un fenómeno generalizado, pero se produce con frecuencia en algunas palabras.
| ¡Paeçe mentira! ¡Mia que te lo dihe! (¡Parece mentira! ¡Mira que te lo dije!) |

| ¿Qué quiêh que te diga? (¿Qué quieres que te diga?) |

| Têqquiya (Te quieres ir ya) |

| ¡Biba la Bihen der Roçío! (¡Viva la Virgen del Rocío!. En este caso, obsérvese como la /g/ pronunciada como /h/ aspirada, permite que la /r/ actúe como si fuera intervocálica |

#### Pérdida puntual de la /n/ (no ocurre en la zona oriental)
Existe un caso puntual de caída de la /n/ intervocálica.
| Çi tiêh q'irte, bete ya (Si tienes que irte, vete ya) |

#### Pérdida puntual de la /m/  (No ocurre en la zona oriental)
Existen un caso puntual de caída de la /m/.

#### Pérdida de la /s/ ante consonantes
El sonido /s/ se omite cuando está situado entre consonantes (la asimilación y pérdida del fonema /s/ se da en situaciones extremas). No hay una omisión total: en el andaluz hay una reduplicación del sonido consonántico por asimilación de la aspiración, toma a veces su zona de articulación y mantiene en ocasiones una leve aspiración anterior a la consonante. Ej: [toh'ta] o [to'ta]. Muchos hablantes andaluces utilizan las dos realizaciones, y todas las formas conllevan la apertura de las vocales.
Andalucía se divide en tres bandas: La occidental, formada por las tres provincias extremas en las que la consonante sonora no llega a perderse y sí lo hace la aspiración; la oriental incluye desde Córdoba hasta Almería y genera consonantes sordas de la pareja formada por aspiración más consonante sonora; la central, isla formada por la Costa del Sol y su serranía que se adentra levemente en la zona oriental y occidental y que comparte características de ambas.
| L'oruga çe trâfformó'n una maripoça (La oruga se transformó en una mariposa) |

| Er çerbiçio de trâpporte empeçó a funçionâh ayêh (El servicio de transporte empezó a funcionar ayer) |

En algunas áreas (p. ej., en Sevilla), la secuencia -st- llega a realizarse como [ʦ] (africada alveolar sorda), incluso en límite de palabras (por ejemplo, más tristes se pronuncia [má-tríʦe]).

#### Pérdida puntual de la /o/
Existen dos casos muy similares de pérdida puntual de la /o/.
| Êttí pençando que b'ya tenêh que trabahâh muxo çi quiero aprobâh (Estoy pensando que voy a tener que trabajar mucho si quiero aprobar) |

#### Pérdida ocasional de la /e/
El artículo masculino singular "el", puede perder la "e" cuando precede a nombres que empiezan por vocal.
| L'abuelo çe puço l'abrigo largo (El abuelo se puso el abrigo largo) |

| Me ç'a roto l'abanico (Se me ha roto el abanico) |

| L'andalûh êh mu bonito (El andaluz es muy bonito) |

#### Pronunciación de la /s/ predorsal o coronal plana
En Andalucía predomina la pronunciación de la /s/ predorsal y /s/ coronal plana, frente a la /s/ apical que domina en el resto de la España peninsular. Tanto los hablantes seseantes como los distinguidores de /s/ y /z/ usan una de esas eses. Asimismo, los ceceantes usan ocasionalmente una de ellas cuando alteran su modo habitual de hablar en determinados contextos o por motivos fáticos.
Véase su distribución geográfica

#### Pronunciación de lachfricativa (No ocurre en la zona oriental)
Realización fricativa del sonido castellano "ch", llegando a sonar como las "ch" francesa y portuguesa, la "sh" inglesa o la "sch" alemana.
| La lexe de lô xabôh (La leche de los chavós) |

Véase su distribución geográfica

#### Aspiración de la /x/ (jota castellana) (No ocurre en la zona oriental)
Pronunciación aspirada de la /x/ (jota ortográfica) y de la 'g' cuando suena como jota, pronunciando una /h/ aspirada a la manera inglesa o alemana.
| En la playa Hetarê çe hunta una hartá hente d'Arheçirâ (En la playa de Getares se junta mucha gente de Algeciras) |

| Er hitano cohió çu haca y çe fue a Herêh (El gitano cogió su jaca se fue a Jerez) |

Véase su distribución geográfica

#### Aspiración de la /h/ procedente de /f/ latina inicial
Se conserva la articulación aspirada de la "h" originada de la f latina inicial que en español es muda. En algunos casos, también se aspiran otras haches que no proceden de efe latina.
| Êttí harto comêh brebâ (Estoy harto de comer brevas) |

| M'e hinxao comêh habâ porque tenía muxa hambre (Me he hinchado de comer habas porque tenía mucha hambre) |

Esta aspiración se ha considerado tradicionalmente un rasgo muy característico de los andaluces y, por ello, ha llegado a ser parodiada dentro y fuera de Andalucía, usándose en palabras que originalmente no lo tienen.
| ¡Qué "harte" tienê! (¡Qué arte tienes!) |

| En San Juan vienen los jándalos (En San Juan vienen los andaluces) |

Véase su distribución geográfica

#### Aspiración de la /f/ castellana.
Este cambio es una generalización de la aspiración f- > h- a posiciones donde el castellano estándar no lo sufrió particularmente en las secuencias fue-, fui- que en algunas variantes andaluzas experimentan aspiración inicial:
| huerça [hwer.sa \| hwer.θa] 'fuerza' huera ['hwe.ra] 'fuera' hui [hwi], huimô ['hwi.moʰ], y otras conjugaciones del verbo ir |

#### Aspiración de consonantes implosivas
Las consonantes implosivas r, s, z, x, c, p, t, d, g, b, f y j se aspiran. Esta aspiración modifica la consonante que la sigue geminándola de forma variable según las características de dicha consonante.
Aspiración de la /r/ implosiva sucedida de /n/ y /l/  (En la zona oriental se doblan la n y la l)
Ante las combinaciones fonéticas /rn/ y /rl/ se produce la aspiración de la /r/ implosiva y la geminación de la /n/ o de la /l/, como en:
| Câl-lô quie comprâl-le a çu muhêh un coyâh pêl-lâ (Carlos quiere comprarle a su mujer un collar de perlas) |

| Ban a traênnô piênna cordero de la cânniçería (Van a traernos pierna de cordero de la carnicería) |

Obsérvese que a causa de la geminación la aspiración se vuelve nasal y que dicha nasalización llega a afectar a la vocal que sucede a la /l/ o a la /r/.
Aspiración de la /s/ implosiva sucedida de /p/ y /k/ (c y qu)
Por efecto de la aspiración de la /s/, la /p/ y la /k/ se geminan y pasan a ser consonantes aspiradas, no oclusivas.
| Eça farta rêppeto ê'una berguença êccandaloça (Esa falta de respeto es una vergüenza escandalosa) |

Aspiración de la /s/ o /k/ ("c") implosiva sucedida de /t/
Por efecto de la aspiración de la /s/, la /t/ se gemina y pasa a ser alveolar, no oclusiva
| Êttaré êttudiando tor día (Estaré estudiando todo el día) |

Un fenómeno relativamente reciente es la transformación de la /t/ geminada en entorno aspirante [ht:] en una africada [t͡s]:
| AFI [e.t͡sa'ɾe e.t͡su.ðjan.do 'to: ɾ̩ 'ði.a] (Estaré estudiando todo el día) |

Casos especiales son las fricativas (f, s, y z), en que la geminación sustituye casi por completo a la aspiración..
| N'ay dêffile (No hay desfile) |

| An. Occ.AFI ['e.so: 's:a.koh 'p:e.sã] (Esos sacos pesan / Eso sacoh pesã) |

| An. Or.AFI ['ɛ.θɔh 'θä.kɔh 'pe.häŋ] (Esos sacos pesan / Èzôh zácôh péhang) |

| An. Occ.AFI ['ki.ta.te lo: θ:a'pa.to:] (Quítate los zapatos) |

| An. Or.AFI ['ki.ta.te lɔh θa'pa.tɔh] (Quítate los zapatos) |

Aspiración de la consonante implosiva sucedida de oclusiva sonora /b/, /d/, /g/
En lugar de geminarse, las oclusivas sonoras se transforman en fricativas.
| Lô barcô ç'an hundío /loˈɸːar.koʰ/ (Los barcos se han hundido) |

| Er câttiyo d'arena ç'a êbbaratao con lâ olâ /e.ɸːa.raˈta.o/ (El castillo de arena se ha desbaratado con las olas) |

| AFI [no se βe 'ðe:.θe a'ki] (No se ve desde aquí) |

| AFI [la 'te.la ra:'xa:] (La tela rasgada) |

Véase su distribución geográfica

#### Aspiración de consonantes finales ysandhi
Las consonantes finales se aspiran de la misma manera que la implosivas, y generan los mismos fenómenos de nasalización de las vocales precedentes y de geminación de las consonantes posteriores. Es muy frecuente que no se aspire la /s/ final ni se nasalice la /n/ final de una palabra si la palabra que sigue comienza con vocal. En estos casos puede producirse una resilabización de las dos palabras afectadas. Por ejemplo, mis ojos → "mi-so-ho(h)", van a comer → "va-na-co-mé", las aguas → "la-ha-gua(h)".
A veces, los hablantes andaluces pronuncian de la manera normativa española consonantes que habitualmente aspiran, para evitar la ambigüedad de la homofonía o como consecuencia de la diglosia. Así, es habitual que la primera palabra implicada sea la encargada de marcar el plural, manteniéndose la vocal final de la segunda palabra libre de los efectos de la aspiración.
| [la 'βaɾ.ka] (la barca) |

| [la: 'ɸaɾ.ka] (las barcas) |

Véase su distribución geográfica

#### Heheo esporádico
Existe una variedad en la realización de las sibilantes denominada heheo, que consiste en la aspiración de la /s/ inicial o intervocálica, produciendo un sonido igual a la /g/ o /j/ andaluza. Este fenómeno se produce ocasionalmente entre los hablantes que cecean, según la situación comunicativa y el grado de relajación.
| Nohotrô tenemô de to (Nosotros tenemos de todo) |

| T'e dixo que hí (Te he dicho que sí) |

| ¿Tú habê lo q'a dixo de ti? ¿No? (-¿Tú sabes lo que ha dicho de ti? ¿No?) |

Véase su distribución geográfica

#### Nasalización por aspiración
Muchos estudios dialectológicos han señalado la nasalización del andaluz, sin embargo este fenómeno no ha sido estudiado específicamente. Con frecuencia se produce la nasalización como consecuencia de la aspiración, tanto en palabras aisladas como en la unión de palabras.

#### Nasalización de las vocales que anteceden a /n/ final
Además de la nasalización de vocales como consecuencia de la aspiración de la consonantes implosivas, existe un caso más de nasalización. En las palabras terminadas en "n", dicha consonante se debilita velarizándose o desaparece, provocando en ambos casos la nasalización de la vocal que la precede.
| Vãn a la ehtaciõn (Van a la estación) |

#### Tendencia a la elisión y a la fusión de palabras
Existe en Andalucía una mayor tendencia a la elisión que en otras partes de España. Además de la desaparición de la preposición "de", corriente en todo el dominio lingüístico español, es muy frecuente en Andalucía la desaparición de la "e" de la preposición "en" si está antecedida por una vocal.
| La luna briya'n er poço (La luna brilla en el pozo) |

| A'r fabó d'îh (Haz el favor de ir) |

### Morfosintaxis
A diferencia de otras variedades peninsulares, el andaluz presenta una gran conservación en el uso etimológico de los pronombres átonos le, la y lo; lo que es lo mismo, ausencia de leísmos, laísmos y loísmos en la mayor parte de su territorio. La influencia de otros dialectos está introduciendo el leísmo en expresiones como "le saludé", en lugar de "lo saludé".
En gran parte de Andalucía Occidental y algunos lugares de Andalucía Oriental se emplea ustedes en lugar de vosotros, con la particularidad de que se produce una solución mixta, usando ustedes con formas verbales propias de segunda persona del plural (vosotros). Esto contrasta con el uso en América Latina donde la forma vosotros y sus formas asociadas verbales y pronominales han sido reemplazadas por ustedes.
| ¿Ûttedê çoî de Cadî o de Çan Fênnando? (¿Vosotros sois de Cádiz o de San Fernando?) |

En el mismo ámbito geográfico, en las formas verbales pronominales y en el modo imperativo en segunda persona del plural se usa el infinitivo seguido de -se, donde en el resto de la península se usa el infinitivo seguido de -os.
| ¡Çentarçe y cayarçe! (¡Sentaos y callaos!) |

| Benirç'a mi caça y traérçelo to (Venid a mi casa y traedlo todo) |

Además, en zonas de Andalucía occidental se tiende a conservar la pluralización del pronombre "qué" en contextos de exclamación, como ocurre en el francés, añadiendo una "s"[cita requerida] que fonéticamente resulta una aspiración /h/. La aspiración, aunque sutil, se distingue fácilmente en el alargamiento entre el pronombre y el sustantivo siguiente.
| ¡Quê cosâ mâh bonitâ! (¡Qué cosas más bonitas!) |

El uso de "ustedes" para referirse a la segunda persona singular sin distinción de formalidad también se da en Canarias y es la única forma empleada en Hispanoamérica, aunque en estas regiones va acompañado de formas verbales de tercera persona.
Suele darse la anteposición del artículo al nombre propio de personas, sobre todo en contextos familiares. Este rasgo también se da en muchos otros vernaculares del mundo hispanohablante (con variados grados de estigmatización), y también en catalán, en portugués y en italiano.
| Er Miguêh y la María çon primô (Miguel y María son primos) |

Algunos rasgos fonéticos influyen en el nivel morfosintáctico como las situaciones de homofonía que no existen en el Español normativo, provocada por la pérdida de consonantes. Para solucionar la posible ambigüedad que pueda surgir, se recurre a modelos sintácticos más o menos codificados, a los diminutivos y a las formas adverbiales.
| De xico me paçé la bía hugando'n la bía der tren (De pequeño me pasé la vida jugando en la vía) |

| La mâh êttá malamente (La mar está muy mal) |

En ocasiones se recurre a la inclusión artificial de una consonante para forzar una distinción fonética entre el singular y el plural de una palabra terminada en vocal, y evitar la homofonía anteriormente descrita.
| Sofales, cafeses, champuses (Sofás, cafés, champús) |

Con frecuencia se produce un cambio del artículo de algunos sustantivos. Este rasgo suele ser más frecuente en Andalucía Occidental.
| La hambre êh mu mala (El hambre es muy mala) |

Como señaló Lorca, existe en Andalucía un claro gusto por el diminutivo que traspasa el habitual ámbito del sustantivo para llegar incluso a las formas verbales.
| Eça muhêh êttá exaíta a perdêh por tu curpita (Esa mujer se ha echado a perder por tu culpa) |

Otras características distintivas son:
- Utilización esporádica del sufijo -emos en vez de -amos para la primera persona plural del pretérito perfecto simple de los verbos con infinitivo en -ar, con el fin de distinguirlo del presente de indicativo. Este rasgo se da en diversas regiones de la península.

| Ayêh hugemô ar furbo. (Ayer jugamos al fútbol) |
- Uso de la preposición "de" entre un verbo conjugado y otro verbo en infinitivo.

| Yo propuçe d'açêh una barbacoa a mî amigô (Yo propuse hacer una barbacoa a mis amigos) |
- Uso del verbo "ser" en lugar del verbo "haber" para el pretérito pluscuamperfecto del subjuntivo.

| Fuera o fueçe cantao (Hubiera o hubiese cantado) |
- Inversión del orden de los elementos en el caso genitivo.

| Mi mehôh amiga, l'ermano ¿no?, po la nobia, çe queó'mbaraçá (La novia del hermano de mi mejor amiga se quedó embarazada) |
- Uso de formas comparativas diferentes de las del español general.

| Contrimâh çe lo digâ, mâh lo ba açêh Contra mâh çe lo digâ, mâh lo ba açêh 'Cuanto más se lo digas, más lo va a hacer' |

### Semántica y léxico
También existen particularidades andaluzas el nivel léxico-semántico.
Existe un léxico andaluz específico compuesto por palabras originadas en Andalucía, así como por vocablos de uso característico en ella pero de origen árabe, mozárabe, latino, romaní, etc. Asimismo el dialecto andaluz usa múltiples términos que en otras regiones son ya arcaísmos. En muchos casos, este léxico se comparte con algunos dominios dialectales hispanoamericanos. Sin embargo, no todo el léxico andaluz está recogido en el diccionario de la RAE, siendo el número de andalucismos presentes en él ligeramente inferior al léxico argentino, aragonés, castellano, chileno etc.[cita requerida] Es destacable el Vocabulario Andaluz, publicado por Antonio Alcalá Venceslada en 1933.
Desde el punto de vista semántico, las peculiaridades léxicas del andaluz quizás son más abundantes, pues frecuentemente se usan vocablos con un significado distinto al habitual en el resto de la Península.

### Gramática

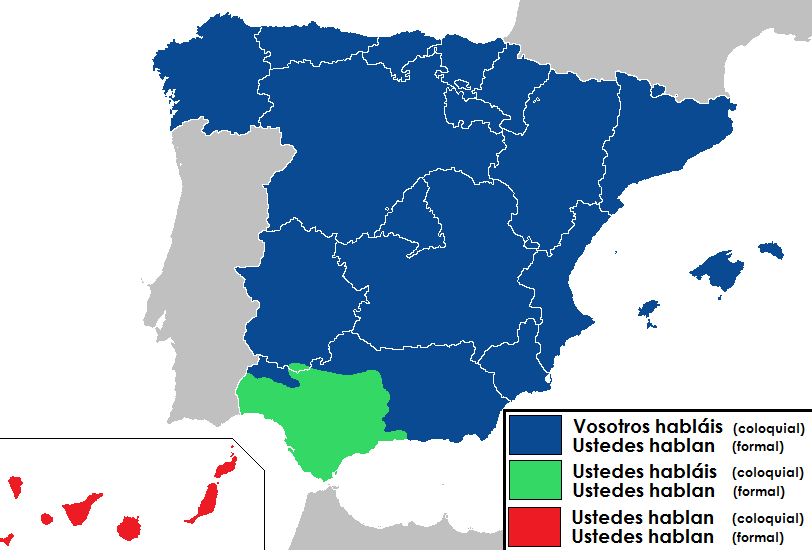
Uso de vosotros y ustedes en España y Andorra.

El dialecto andaluz no posee una gramática normativa distinta a la española. Sin embargo, a lo largo de la historia se han elaborado varias propuestas de gramática del andaluz, que no llegaron a aprobarse oficialmente. La última se elaboró durante la II República española, y fue presentada a Las Cortes junto con un Estatuto de Autonomía para Andalucía,[cita requerida] pero debido al estallido de la guerra civil española, no llegó a aprobarse.
Una peculiaridad interesante, que participa de lo sucedido en América, es la substitución del pronombre vosotros por ustedes en el andaluz occidental (aunque se siguen conservando las formas específicas de segunda del plural, que en gran parte de América serían substituidas por formas de tercera):
Vosotros sabéis perfectamente que... (mayoría de dialectos peninsulares)
Ustedes sabéis perfectamente que... (andaluz occidental)
Ustedes saben perfectamente que... (castellano de Canarias y América)

### Ortografía
El dialecto andaluz se escribe bajo las normas generales de la ortografía del español. No obstante, desde el siglo XVIII, diferentes autores han propuesto varias ortografías para expresar por escrito el dialecto andaluz. Algunos escritores andaluces, como los hermanos dramaturgos Álvarez Quintero (1871,73 - 1938,44) o los poetas Antonio Machado Álvarez (1846-1893) y Juan Ramón Jiménez (1881-1958) han realizado en algunos de sus escritos ciertas aproximaciones a su dialecto propio. En 2017, el escritor malagueño Juan Porras Blanco (Huan Porrah Blanko), cofundador de la ZEA, tradujo a una ortografía propia del andaluz el famoso libro El Principito, de Saint-Exupéry.
En el 2018, un colectivo llamado Er Prinçipito Andalûh (EPA) nacido a raíz de la publicación mencionada anteriormente y conformado por lingüistas, historiadores y profesores andaluces, propuso la ortografía Estándar para el Andaluz (EPA, Êttandâ pal andalûh). Aunque el uso de ésta es informal, ha trascendido su uso a la literatura y música locales.

### Literatura
Algunas obras literarias históricas en que se refleja por escrito de forma deturpada el español andaluz son las siguientes:
- el sainete Los hijos del tío Tronera, de Antonio García Gutiérrez (parodia de El trovador del mismo autor)
- El esquilaor, parodia de El trovador de Antonio García Gutiérrez[39]
- el libreto de El amor brujo de Gregorio Martínez Sierra
- el libreto de La vida breve de Carlos Fernández-Shaw
- los entremeses de los Hermanos Álvarez Quintero, por ejemplo: Ganas de reñir y ¿A qué venía yo?

## Distribución geográfica de sus rasgos característicos
Los rasgos fonéticos y fonológicos del dialecto andaluz tienen una distribución geolectal y sociolectal diferente. Algunos de ellos se dan también en otros vernaculares del español de España, como por ejemplo en Extremadura.

### Igualación de /l/ y /r/ implosivas
Es común en la mayor parte del dominio andaluz. En determinadas localizaciones se da la sustitución de la /r/ por la /l/, fenómeno muy común en la República Dominicana, Puerto Rico y Cuba. Ejemplo: cuelpo en vez de "cuerpo" o saltén en lugar de "sartén". Se da también en diversas variantes en Extremadura de norte a sur, aunque allí esta igualación goce de menor vitalidad.

### Igualación de los sonidos de /s/ y /θ/ iniciales o intervocálicos

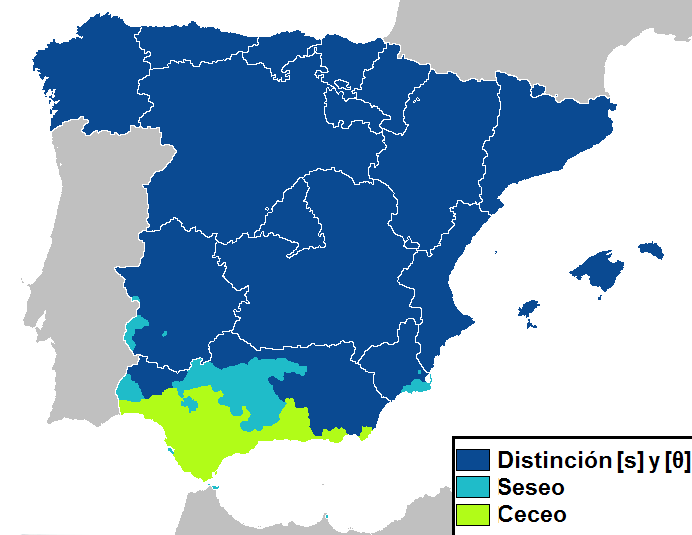
En el mapa pueden verse a grandes rasgos las zonas de Andalucía ceceantes, seseantes y distinguidoras.

A pesar de la tradicional percepción del ceceo como fenómeno rural, existen una buena cantidad de ciudades en Andalucía con mayoría ceceante. Antiguamente en Málaga, segunda ciudad más grande de Andalucía, se ceceaba, pero actualmente la mayoría de sus hablantes hacen uso de la distinción ente /s/, /c/ y /z/,  por influjo de la inmigración desde zonas no ceceantes y un cambio en la forma de hablar de los jóvenes de una forma más estandarizada. Jerez de la Frontera, con la mayor población de su provincia, es una ciudad mayoritariamente ceceante, aunque existe un porcentaje creciente de hablantes con distinción o seseo, el ceceo sigue predominando. Al contrario que en la capital provincial, Cádiz, donde predomina el seseo, aunque tiene gran influencia de los demás municipios de la provincia que si son ceceantes. Huelva ha recibido el influjo de los venidos desde el seseante Andévalo o la sierra distinguidora, además de gran cantidad de ciudadanos no andaluces llegados en las últimas décadas, no obstante lo cual el ceceo mantiene cierto vigor en esta ciudad. Otras ciudades de Andalucía que tienen la solución ceceante como proporcionalmente mayoritaria son Marbella, Dos Hermanas, Puerto Real, Sanlúcar de Barrameda, Utrera, Algeciras, San Fernando, Chiclana de la Frontera, El Puerto de Santa María, Vélez-Málaga, o El Ejido.
Las grandes capitales del seseo de Andalucía son Cádiz, Sevilla y Córdoba. En las dos primeras se usa /s/ predorsal, mientras que en Córdoba se usa la /s/ coronal plana, caracterizando entre las tres ciudades los dos tipos de seseo andaluz. El seseo es mayoritario en el Andévalo onubense, Sierra Norte de Sevilla, la propia ciudad de Sevilla y parte de su área metropolitana por la recientemente influencia de la capital. También se da en las comarcas de la Alta y Baja Campiña cordobesa, así como la Subbética de la provincia de Córdoba (con un forzamiento curioso del sonido /s/ coronal plano, siendo máxima exponente las ciudades de Puente Genil y Lucena). También en los Llanos de Antequera, al norte de la provincia de Málaga, predomina el seseo aunque coexiste con el ceceo según el área y el sociolecto. El seseo se adentra en el noroccidental de la provincia de Granada, en zonas del oeste y del valle del Guadalquivir en la provincia de Jaén y es casi testimonial en Almería.
Por todo lo dicho sobre el ceceo y el seseo, no puede decirse que uno de ellos sea occidental y el otro oriental, como se observa en el mapa. Además hay zonas en Andalucía donde se da la distinción entre /s/ y /θ/, debido a la influencia de las hablas de transición entre el andaluz y el castellano. Asimismo existen muchos hablantes andaluces que distinguen /s/ y /θ/ debido a la diglosia generada por el sistema educativo oficial en todo el territorio.
El seseo también se da en algunas zonas de la Región de Murcia, Castilla-La Mancha y Extremadura. En Murcia aparece en Cartagena y en Extremadura se da en ciertas localidades cercanas a la frontera portuguesa y en Fuente del Maestre. El ceceo también es tradicional en Malpartida de Plasencia (Cáceres). Tanto el seseo canario y de las variedades hispanoamericanas, como el más restringido ceceo americano, tienen su origen en el modelo de no distinción de /s/ y /θ/ surgido en Andalucía.

### Pérdida de la /d/ intervocálica e inicial

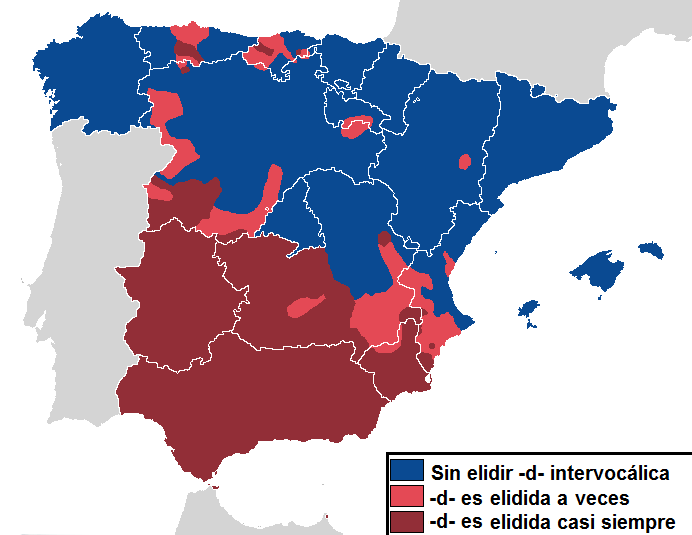
Elisión de la -d- en el español de Europa.

Se da en toda Andalucía. Es también muy común en toda La Mancha y Extremadura y algunas variantes de cántabro. La caída de la /d/ en la formación de participios y de adjetivos derivados de ellos, según el sufijo -ado es común en toda España, donde dicha pérdida también se da en otros casos puntuales.

### Pérdida de las consonantes finales /r/, /l/ y /d/
Se da en prácticamente todo el dominio dialectal. La caída de la /d/ final es común a la mayor parte de España. En algunas zonas /r/ y /l/ se igualan en /l/ en lugar de omitirse. Tras la caída de una /l/ o una /r/ la vocal suele mostrarse más abierta, especialmente en Andalucía Oriental.

### Pronunciación de la /s/ predorsal o coronal plana
La /s/ predorsal y la /s/ coronal plana es un hecho lingüístico propio de Andalucía y zonas dispersas de Extremadura. Su uso es mayoritario en Andalucía, incluso en las zonas distinguidoras de /s/ y /z/, no seseantes ni ceceantes (véase el mapa) y en los contextos coyunturales de habla enfática de hablantes que habitualmente cecean, se da uno de los dos tipos de ese andaluza. Sin embargo también se da de forma natural la /s/ apical en zonas de Sierra Morena y en el extremo nordeste. Fuera de estas zonas minoritarias, el uso de la ese castellana está restringido al habla de los medios de comunicación y a situaciones formales de diglosia. No obstante, incluso en tales contextos, el uso de la ese predorsal o de la ese coronal plana es mayoritario.

### Pronunciación de la /tʃ/ como fricativa [ʃ]
La pronunciación fricativa de la /tʃ/ también es un rasgo discontinuo, que aparece en las provincias de Cádiz, Sevilla y Málaga, y en el llanito, en los dos tercios sureños de la de Granada y testimonial en el sur de Almería. En Huelva, Córdoba y Jaén su uso mayoritario se limita a algunas poblaciones concretas.
En Hispanoamérica, la [ʃ] como realización del fonema /tʃ/ se reencuentra en el oriente de Cuba, República Dominicana, Chile, norte de México y Panamá.

### Debucalización como [h] del fonema /x/

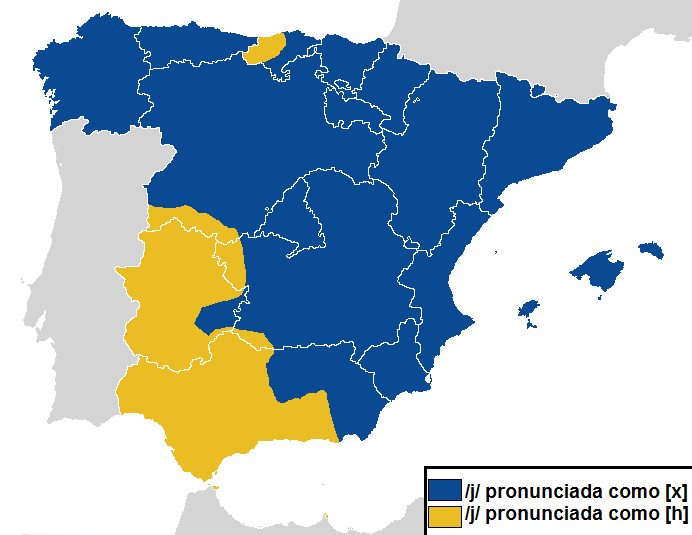
Aspiración de -j- en el español de Europa.

La pronunciación del fonema /x/ (usualmente representado por <j> y <g> antes de 'e' e 'i') como [h], se da en toda Andalucía Occidental, y se adentra en las tres provincias orientales en una diagonal imaginaria noroeste-sureste, desapareciendo a partir de esa línea, coincidiendo en gran medida con el área de distinción entre /s/ y /z/ (mitad suroccidental de Granada, Poniente Almeriense y pequeñas zonas de la de Jaén). En Jaén se produce el efecto contrario a la aspiración, pronunciándose la "j" como uvular vibrante sorda [χ], una articulación semejante a un ronquido.
La debucalización de /x/ se da también en casi toda Extremadura, Canarias sur de la provincia de Salamanca y buena parte de Cantabria.

### Aspiración de la /h/ procedente de /f/ latina inicial
En las zonas rurales se ha conservado más que en las urbanas, especialmente en Andalucía Occidental. Es un rasgo que también está presente en Extremadura (extremeño y castúo), en Canarias, en asturiano oriental, en buena parte de Cantabria y en el llanito.
Volver

### Aspiración de consonantes implosivas

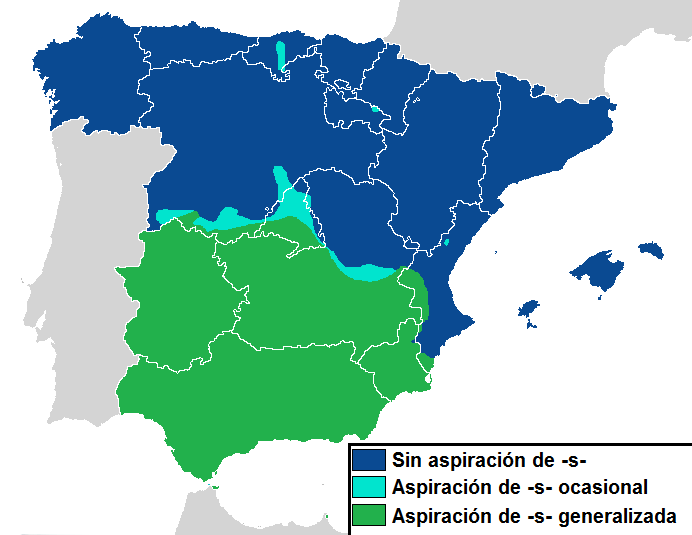
Aspiración de -s- en el español de Europa.

La aspiración de las consonantes implosivas junto con los fenómenos derivados de geminación y nasalización se dan en toda Andalucía.
En gran parte de la mitad sur de la península ibérica, también se da la aspiración de la /s/ y /z/, así como la /x/ postvocálica no se diferencia de la /s/ en ningún dialecto de España, salvo habla enfática.
Del mismo modo, las consonantes /k/, /p/, /t/, /g/, /b/ y /f/ en posición postvocálica no son pronunciadas en ningún dialecto rural de España. La /d/ postvocálica solo se pronuncia, salvo habla enfática, en unas pocas áreas del norte (Valle del Duero y País Vasco).

### Aspiración de consonantes finales

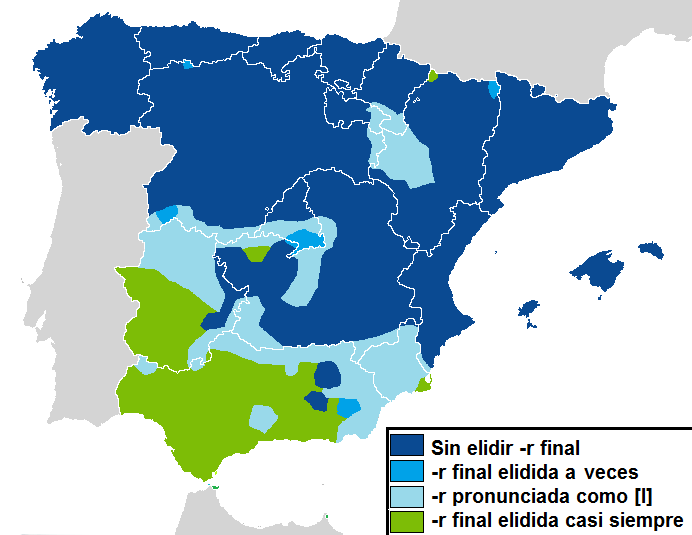
Elisión de la -r en el español de Europa.

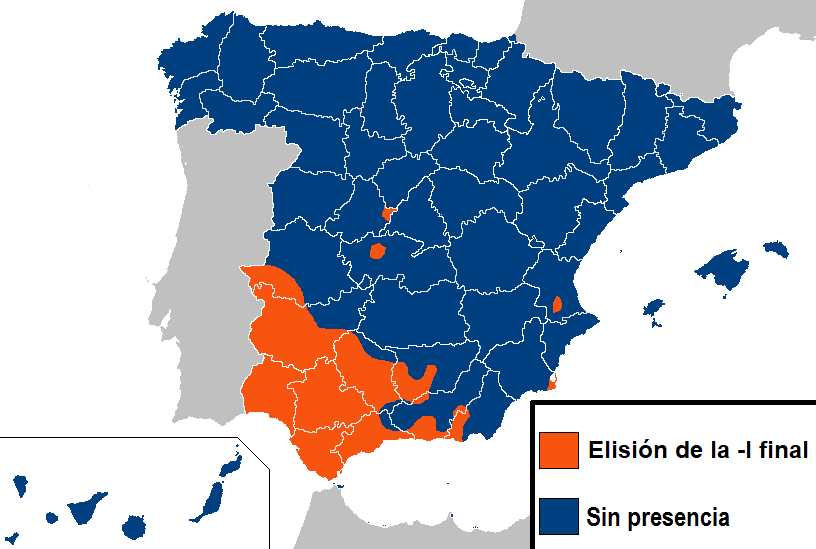
Elisión de la -l en el español de Europa.

Aparece también en Extremadura y el oeste de Toledo.
Suele hacerse distinción entre Andalucía Occidental y Andalucía Oriental.

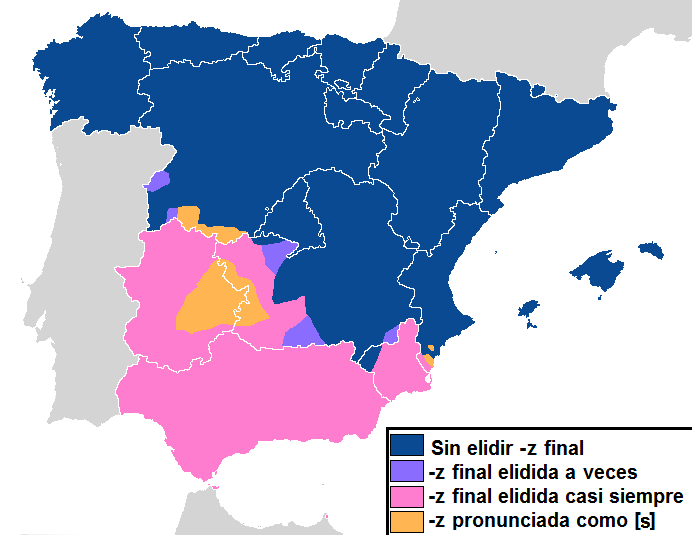
Elisión de la -z en el español de Europa.

En la parte Occidental tienden a reducir su timbre, siendo levemente perceptibles, e incluso pueden llegar a omitirse en el habla descuidada. En la parte Oriental, suele producirse junto con la aspiración de la consonante una extraordinaria abertura de la vocal precedente, que, en algunas zonas, puede llegar a afectar a otras vocales de la palabra u oración. Dicha apertura adquiere un timbre especialmente peculiar y característico en torno a las provincias de Almería, Granada, Jaén y zonas limítrofes, resultando ser más moderada más hacia el centro o sur.

### Heheo
El heheo es un fenómeno que no se relaciona con un territorio concreto, sino que por lo general se  registra de manera ocasional, según la situación comunicativa y grado de relajación del hablante.
Aunque su distribución no se halla aún suficientemente estudiada, suele considerarse un rasgo habitual de las zonas rurales, aunque ciertas expresiones "heheantes" lexicalizadas han llegado a convertirse en coletillas, usadas en gran parte de Andalucía por hablantes en los que no se manifiesta heheo en ningún otro contexto.

## El andaluz en la música popular
El andaluz se emplea como elemento insustituible en las letras del género flamenco y en la música andaluza tradicional de otra índole, como queda recogido en la obra de Antonio Machado y Álvarez "Demófilo" El folk-lore andaluz, de 1883.
En el campo de la música popular actual, el grupo No me pises que llevo chanclas publicó a principios de los años 1990 el Diccionario Agropó ("agro-pop"), el cual, en clave de humor, reúne expresiones, palabras y frases típicas andaluzas con gramática y ortografía propias y su posterior "traducción" al español normativo. También hay que mencionar la importancia del rock andaluz como un movimiento musical y cultural de primer nivel en la búsqueda y actualización de las raíces andaluzas y el empleo generalizado del andaluz; cabe destacar a Medina Azahara, Triana, Mezquita, entre otros.
En la actualidad, son cada vez más numerosos los grupos musicales andaluces que deciden crear sus letras en andaluz. Los ejemplos más modernos pueden ser Chambao, Los Delinqüentes, Mojinos Escozíos, Jesuly, O'funk'illo, Er Koala, Hora Zulu, El Lunático, No me pises que llevo chanclas, El Barrio, SFDK, Ojos de Brujo y Canteca de Macao, Abocajarro, Califato 3/4 o Triple XXX entre otros muchos. Especial mención debe hacerse al grupo de la F.R.A.C. (Fundación de Raperos Atípicos de Cádiz) con su tema Denominación de orihen.
Asimismo, hay intérpretes procedentes de otras zonas de España que utilizan rasgos de las hablas andaluzas con propósito estilístico: es el caso de la valenciana Concha Piquer, el  madrileño Huecco o los catalanes Albert Pla y Rosalía. En particular, este último caso ha suscitado un encendido debate sobre el apropiacionismo cultural.